# Смешанное произведение
Сме́шанное произведе́ние {\displaystyle (\mathbf {a} ,\mathbf {b} ,\mathbf {c} )} векторов {\displaystyle \mathbf {a} ,\mathbf {b} ,\mathbf {c} } — скалярное произведение вектора {\displaystyle \mathbf {a} } на векторное произведение векторов {\displaystyle \mathbf {b} } и {\displaystyle \mathbf {c} }:
{\displaystyle (\mathbf {a} ,\mathbf {b} ,\mathbf {c} )=\mathbf {a} \cdot \left(\mathbf {b} \times \mathbf {c} \right)}.
Иногда его называют тройным скалярным произведением векторов, по всей видимости из-за того, что результатом является скаляр (точнее — псевдоскаляр).
Геометрический смысл: модуль смешанного произведения численно равен объёму параллелепипеда, образованного векторами {\displaystyle \mathbf {a} ,\mathbf {b} ,\mathbf {c} }.

## Свойства
- Смешанное произведение кососимметрично по отношению ко всем своим аргументам:

{\displaystyle (\mathbf {a} ,\mathbf {b} ,\mathbf {c} )=(\mathbf {b} ,\mathbf {c} ,\mathbf {a} )=(\mathbf {c} ,\mathbf {a} ,\mathbf {b} )=-(\mathbf {b} ,\mathbf {a} ,\mathbf {c} )=-(\mathbf {c} ,\mathbf {b} ,\mathbf {a} )=-(\mathbf {a} ,\mathbf {c} ,\mathbf {b} );}
т. е. перестановка любых двух сомножителей меняет знак произведения. Отсюда следует, что
{\displaystyle \langle \mathbf {a} ,[\mathbf {b} ,\mathbf {c} ]\rangle =\langle [\mathbf {a} ,\mathbf {b} ],\mathbf {c} \rangle }
- Смешанное произведение {\displaystyle (\mathbf {a} ,\mathbf {b} ,\mathbf {c} )} в правой декартовой системе координат (в ортонормированном базисе) равно определителю матрицы, составленной из векторов {\displaystyle \mathbf {a} ,\mathbf {b} } и {\displaystyle \mathbf {c} }:

{\displaystyle (\mathbf {a} ,\mathbf {b} ,\mathbf {c} )={\begin{vmatrix}a_{x}&a_{y}&a_{z}\\b_{x}&b_{y}&b_{z}\\c_{x}&c_{y}&c_{z}\end{vmatrix}}.}
- Смешанное произведение {\displaystyle (\mathbf {a} ,\mathbf {b} ,\mathbf {c} )} в левой декартовой системе координат (в ортонормированном базисе) равно определителю матрицы, составленной из векторов {\displaystyle \mathbf {a} ,\mathbf {b} } и {\displaystyle \mathbf {c} }, взятому со знаком «минус»:

{\displaystyle (\mathbf {a} ,\mathbf {b} ,\mathbf {c} )=-{\begin{vmatrix}a_{x}&a_{y}&a_{z}\\b_{x}&b_{y}&b_{z}\\c_{x}&c_{y}&c_{z}\end{vmatrix}}.}
В частности,
- Если какие-то два вектора коллинеарны, то с любым третьим вектором они образуют смешанное произведение, равное нулю.
- Если три вектора линейно зависимы (т. е. компланарны, лежат в одной плоскости), то их смешанное произведение равно нулю.
- Геометрический смысл — Смешанное произведение {\displaystyle (\mathbf {a} ,\mathbf {b} ,\mathbf {c} )} по абсолютному значению равно объёму параллелепипеда (см. рисунок), образованного векторами {\displaystyle \mathbf {a} ,\mathbf {b} } и {\displaystyle \mathbf {c} }; знак зависит от того, является ли эта тройка векторов правой или левой.
- Квадрат смешанного произведения векторов равен определителю Грама, определяемому ими[1].

Три вектора, определяющие параллелепипед.

- Смешанное произведение удобно записывается с помощью символа (тензора) Леви-Чивита:

{\displaystyle (\mathbf {a} ,\mathbf {b} ,\mathbf {c} )=\sum _{i,j,k}\varepsilon _{ijk}a^{i}b^{j}c^{k}}
(в последней формуле в ортонормированном базисе все индексы можно писать нижними; в этом случае эта формула совершенно прямо повторяет формулу с определителем, правда, при этом автоматически получается множитель (-1) для левых базисов).

## Обобщение
В {\displaystyle n}-мерном пространстве естественным обобщением смешанного произведения, имеющего смысл ориентированного объема, является определитель матрицы {\displaystyle n\times n}, составленной из строк или столбцов, заполненных координатами векторов. Смысл этой величины — ориентированный {\displaystyle n}-мерный объем (подразумевается стандартный базис и тривиальная метрика).
В произвольном базисе произвольной размерности смешанное произведение удобно записывается с помощью символа (тензора) Леви-Чивиты соответствующей размерности:
{\displaystyle (\mathbf {a} ,\mathbf {b} ,\mathbf {c} ,\ldots )=\sum _{i,j,k,\ldots }\varepsilon _{ijk\ldots }a^{i}b^{j}c^{k}\ldots }
В двумерном пространстве таковым служит псевдоскалярное произведение.